# 순화후
순화후 왕유(淳化侯 王瑈, ? ~ 1360년 5월)는 고려의 왕족으로 공양왕의 조부이며 익양후와 박씨(朴氏)의 아들이고 고려 신종의 현손이다. 손자인 공양왕이 즉위하자 마한국인혜공(馬韓國仁惠公)으로 추봉되었다.
그의 형제로는 보성군(寶城君) 왕희(王熙), 익흥군(益興君) 왕련(王璉)이 있었으며 일자는 불명이나 생전 순화후에 책봉되었다. 왕유는 신씨(申氏)와 결혼하여 공양왕의 부친인 정원부원군, 학성부원군(鶴城府院君) 왕향(王珦), 익원부원군(益原府院君) 왕소(王玿), 평안부원군(平安府院君) 왕정(王鉦) 총 4남을 낳았으며 공민왕 9년인 1360년 5월 사망하였다.
1390년, 즉위한 손자 공양왕에 의해 마한국인혜공(馬韓國仁惠公)으로 추봉되었으며 그의 아내 신씨도 마한국명예비(馬韓國明睿妃)로 추봉되었다.

## 가족 관계
- 부인 : 마한국명예비(馬韓國明睿妃) 이천신씨(利川申氏, ? ~ ?), 찬성 신여계(申汝桂)의 딸, 조부는 상서 신진(申王+眞)
  - 아들 : 정원부원군 삼한국 인효대공 왕균, 고려 공양왕의 아버지
  - 아들 : 학성부원군(鶴城府院君) 왕향(王珦)
  - 아들 : 익원부원군(益原府院君) 왕소(王玿)
  - 아들 : 평안부원군(平安府院君) 왕정(王鉦)

## 기타
1392년(공양왕 4) 7월 고려가 붕괴된 후 1394년 4대손 공양왕 요, 정성군 석 부자가 조선 조정으로부터 사약을 받고 죽었다.
그러나 증손 정원부원군의 다른 아들이며 공양왕의 형제인 정양군 왕우(定陽君 王瑀)는 사형당하지 않고 계속 생존해 있었다. 그러나 정양군 왕우는 1397년 3월 23일에 사망하고, 정양군의 두 아들 정강군 귀의군 왕조(定康君/歸義君 王珇), 원윤 왕관(元尹 王琯)아 1398년 조선왕조 제1차 왕자의 난에 휘말려 죽음으로서 자손이 단절되었다.
다른 아들 익원부원군(益原府院君) 왕소(王玿), 평안부원군(平安府院君) 왕정(王鉦)의 행방은 알 수 없다.
둘째 아들 학성부원군(鶴城府院君) 왕향(王珦)의 후손이 현재까지 이어진다. 학성군은 계보상 공양왕의 가장 가까운 친족이 된다.

## 같이 보기
- 고려 공양왕
- 고려 정성군